# Ивета
„Ивет“ или „Ивета“ е форма на името „Ива“ и произлиза от френското Ivette (Yvette), което означава билката Anagalis Arvensis L. Това е вид билка, която в България е позната като полско огнивче.
Според други мнения „Ивет“ (Yvette), женската форма на „Yves“ (Ив), произлиза от старогерманската дума „Iv“, която означава „тисово дърво“. Друг вариант на произхода му е като форма на произношение на името Ева. Също така може да произхожда от името на върбата Ива. Името означава красива.
В България се разглежда преди всичко като близко, сродно име на Ивана, женската форма на най-разпространеното в страната име - Иван. Затова и носителите на името празнуват имения си ден на Ивановден - 7 януари.
„Ивет“ празнува на Ивановден – 7 януари, Цветница или Еньовден – 24 юни.